# Anna Nyberg
Anna Nyberg var en svensk barnmorska. Hon var den kanske första barnmorskan i Sverige som använde sig av förlossningsinstrument, något hon dock gjorde illegalt. 
Hon var gift med en fyrvaktare och avlade examen som barnmorska i Stockholm 1771. Hon var sedan verksam i Åbo. Nyberg använde sig av instrument vid sin yrkesutövning, något som var illegalt för barnmorskor under denna tid. Hon förvisades ur Åbo "för oanständigt uppförande allmänt hatad och efter en lika våldsam som misslyckad instrumentförlossning på grefvinnan Rehbinder". Hon återvände därefter till Stockholm. 
I Stockholm anklagades hon av barnmorskan Stoltz för att "hysa ogifta flickor", både gravida och icke gravida. Hon anmälde sig hos Kongl. Coll. Med. och accepterades därefter som en av Stockholms barnmorskor. Hon utsågs 1786 till statlig häktesbarnmorska.